# 氏部
氏部，為漢字索引中的部首之一，康熙字典214個部首中的第八十三個（四劃的則為第二十三個）。在傳統漢字與中文簡化字中，其都被歸為四劃部首。氏部通常是從上、下、左方均可為部字。且無其他部首可用者將部首歸為氏部。

## 部首單字解釋
1.ㄕˋ，①姓的支系。用以區別宗族。②上古人物、國名、部族的總稱。③古稱為世代從事專業的官名。④尊稱有名望或學有專長的人。⑤舊時婦人的稱呼。⑥古代少數民族支系的稱號。⑦石頭。⑧姓。見萬姓統譜 · 七四。
2.ㄓ，古西域國名，即月氏。

## 字形

甲骨文
金文
大篆
小篆

## 名稱
- 漢語：氏部　（拼音：xīnbù　注音：ㄒㄧㄣ ㄅㄨˋ）
- 日語：
- 朝鲜語：

## 字例
| 除部首外之筆劃 | 字例 -{ |
| -------------- | ------- |
| 0              | 氏      |
| 1              | 氐民    |
| 2              | 氒      |
| 4              | 氓𣱆    |
| 6              | 㲳 }-   |